# Schönbühel-Aggsbach
Schönbühel-Aggsbach é um município da Áustria localizado no distrito de Melk, no estado de Baixa Áustria.